# As Fontes do Self
As fontes do self: a construção da identidade moderna é uma obra filosófica de Charles Taylor. É uma tentativa filosófica de articular e descrever a história da "identidade moderna", respondendo pelo humano enquanto ser agente: os sentidos de interioridade, liberdade e individualidade na modernidade ocidental.

## Resumo
Para Taylor, em As fontes do self, existiria um amplo consenso na cultura moderna sobre os padrões morais, existiria acordo sobre "a demanda por justiça e beneficência universais ... as reivindicações de igualdade ... liberdade e autogoverno ... e ... evitarse-ia a morte e o sofrimento". Porém, haviria desacordo sobre as fontes morais que apoiam tais padrões.
Taylor explica essas fontes como sendo tripla: 
- a interiorização;[5]
- a afirmação a vida ordinária;[6]
- a voz da natureza.[7]

Após estes esclarecimentos, indica que a esperança de encontrar fundamentação moral contemporâneo no teísmo judaico-cristão.

### Obra e traduções
- Taylor, Charles (1989). Sources of the self: The Making of the Modern Identity. Cambridge, Massachusetts: Harvard University Press. ISBN 0-674-82426-1
- Taylor, Charles (2010). As fontes do "self": a construção da identidade moderna. São Paulo: Loyola. ISBN 978-8515015450

### Estudos
- Abbey, Ruth (2000). Charles Taylor. Teddington: Acumen. ISBN 1-902683-07-2
- Olafson, Frederick A. (março de 1994). «Comments on Sources of the Self by Charles Taylor». Philosophy and Phenomenological Research. 54 (1): 191-196. doi:10.2307/2108367 :59 UTC Verifique  |doi= (ajuda)
- Calhoun, Craig (1991). «Morality, Identity, and Historical Explanation: Charles Taylor on the Sources of the Self». Sociological Theory. 09 (02): 232-263. doi:10.2307/202087  , 00:22 Verifique  |doi= (ajuda)